# FIBA Europe Cup 2017-2018
La FIBA Europe Cup 2017-2018 è stata la terza edizione del secondo torneo europeo di pallacanestro per club organizzato dalla FIBA Europe. La vittoria è andata alla Reyer Venezia che ha così conquistato il primo trofeo internazionale della sua storia.

## Turno preliminare

### Primo turno
| Squadra 1                 | Totale  | Squadra 2                | Andata | Ritorno |
| ------------------------- | ------- | ------------------------ | ------ | ------- |
| Balkan Botevgrad          | 152-151 | CSM Oradea               | 82-66  | 70-85   |
| Szolnoki Olaj             | 176-175 | Trabzonspor              | 108-98 | 68-77   |
| Demir İnşaat Büyükçekmece | 171-156 | Dnipro                   | 88-89  | 83-67   |
| Borås                     | 133-163 | Körmend                  | 61-78  | 72-85   |
| Sibiu                     | 142-156 | Pardubice                | 78-79  | 64-77   |
| KR                        | 138-172 | Mons-Hainaut             | 67-88  | 71-84   |
| Bnei Herzliya             | 148-139 | Stal Ostrów Wielkopolski | 84-74  | 64-65   |
| Nevėžis                   | 167-143 | Rilski Sportist          | 76-81  | 91-62   |
| Parma Perm'               | 183-136 | Rabotnički               | 88-63  | 95-73   |
| s.Oliver Würzburg         | 138-140 | İstanbul BB              | 62-75  | 76-65   |

### Secondo turno
| Squadra 1                 | Totale  | Squadra 2         | Andata | Ritorno |
| ------------------------- | ------- | ----------------- | ------ | ------- |
| Körmend                   | 164-147 | Steaua Bucarest   | 91-75  | 73-72   |
| Bnei Herzliya             | 150-151 | Porto             | 65-68  | 85-83   |
| Balkan Botevgrad          | 169-180 | Falco Szombathely | 95-96  | 74-84   |
| Szolnoki Olaj             | 159-138 | Södertälje        | 86-63  | 73-75   |
| İstanbul BB               | 165-158 | Chimik Južnyj     | 89-90  | 76-68   |
| Parma Perm'               | 129-148 | Le Portel         | 74-74  | 55-74   |
| Nevėžis                   | 156-145 | AEK Larnaca       | 90-60  | 66-85   |
| Mons-Hainaut              | 167-135 | Beroe             | 88-69  | 79-66   |
| Demir İnşaat Büyükçekmece | 160-146 | Tartu Ülikooli    | 87-78  | 73-68   |
| Pardubice                 | 141-180 | Spirou Charleroi  | 75-92  | 66-88   |

### Lucky losers
Le migliori tre squadre avanzano alla fase a gironi in qualità di lucky loser sostituendo le retrocesse dalla Champions League che hanno rifiutato la partecipazione alla competizione.
|     | Squadra          | G | V | P | S | PF  | PS  | DP  |
| --- | ---------------- | - | - | - | - | --- | --- | --- |
| 1.  | Bnei Herzliya    | 2 | 1 | 0 | 1 | 150 | 151 | -1  |
| 2.  | Chimik Južnyj    | 2 | 1 | 0 | 1 | 158 | 165 | -7  |
| 3.  | Balkan Botevgrad | 2 | 0 | 0 | 2 | 169 | 180 | -11 |
| 4.  | AEK Larnaca      | 2 | 1 | 0 | 1 | 145 | 156 | -11 |
| 5.  | Tartu Ülikooli   | 2 | 0 | 0 | 2 | 146 | 160 | -14 |
| 6.  | Steaua Bucarest  | 2 | 0 | 0 | 2 | 147 | 164 | -17 |
| 7.  | Parma Perm'      | 2 | 0 | 1 | 1 | 129 | 148 | -19 |
| 8.  | Södertälje       | 2 | 1 | 0 | 1 | 138 | 159 | -21 |
| 9.  | Beroe            | 2 | 0 | 0 | 2 | 135 | 167 | -32 |
| 10. | Pardubice        | 2 | 0 | 0 | 2 | 141 | 180 | -39 |

Regole per la qualificazione: 1) Miglior differenza punti; 2) Punti fatti; 3) Punti subiti.

## Regular Season

### Gruppo A
|    | Squadra         | P.ti | G | V | P | PF  | PS  | DP   | Tie |
| -- | --------------- | ---- | - | - | - | --- | --- | ---- | --- |
| 1. | Le Portel       | 11   | 6 | 5 | 1 | 486 | 392 | +94  |     |
| 2. | Donar Groningen | 10   | 6 | 4 | 2 | 453 | 391 | +62  |     |
| 3. | Anversa Giants  | 9    | 6 | 3 | 3 | 484 | 489 | -5   |     |
| 4. | Bosna Royal     | 6    | 6 | 0 | 6 | 377 | 528 | -151 |     |

### Gruppo B
|    | Squadra         | P.ti | G | V | P | PF  | PS  | DP   | Tie |
| -- | --------------- | ---- | - | - | - | --- | --- | ---- | --- |
| 1. | Nevėžis         | 10   | 6 | 4 | 2 | 508 | 464 | +44  |     |
| 2. | Bakken Bears    | 10   | 6 | 4 | 2 | 523 | 493 | +30  |     |
| 3. | Avtodor Saratov | 9    | 6 | 3 | 3 | 526 | 497 | +29  |     |
| 4. | Benfica         | 7    | 6 | 1 | 5 | 484 | 587 | -103 |     |

### Gruppo C
|    | Squadra          | P.ti | G | V | P | PF  | PS  | DP  | Tie |
| -- | ---------------- | ---- | - | - | - | --- | --- | --- | --- |
| 1. | Mornar Bar       | 10   | 6 | 4 | 2 | 437 | 417 | +20 |     |
| 2. | Joensuun Kataja  | 10   | 6 | 4 | 2 | 499 | 481 | +18 |     |
| 3. | Porto            | 9    | 6 | 3 | 3 | 464 | 459 | +5  |     |
| 4. | Kapfenberg Bulls | 7    | 6 | 1 | 5 | 431 | 474 | -43 |     |

### Gruppo D
|    | Squadra          | P.ti | G | V | P | PF  | PS  | DP  | Tie |
| -- | ---------------- | ---- | - | - | - | --- | --- | --- | --- |
| 1. | Keravnos         | 11   | 6 | 5 | 1 | 497 | 437 | +60 |     |
| 2. | Körmend          | 10   | 6 | 4 | 2 | 470 | 483 | -13 |     |
| 3. | Brussels         | 8    | 6 | 2 | 4 | 447 | 463 | -16 |     |
| 4. | Balkan Botevgrad | 7    | 6 | 1 | 5 | 480 | 511 | -31 |     |

### Gruppo E
|    | Squadra         | P.ti | G | V | P | PF  | PS  | DP  | Tie |
| -- | --------------- | ---- | - | - | - | --- | --- | --- | --- |
| 1. | Cluj-Napoca     | 11   | 6 | 5 | 1 | 527 | 451 | +76 |     |
| 2. | İstanbul BB     | 11   | 6 | 5 | 1 | 491 | 439 | +52 |     |
| 3. | Lukoil Academic | 8    | 6 | 2 | 4 | 433 | 465 | -32 |     |
| 4. | Dinamo Tbilisi  | 6    | 6 | 0 | 6 | 402 | 498 | -96 |     |

### Gruppo F
|    | Squadra          | P.ti | G | V | P | PF  | PS  | DP  | Tie |
| -- | ---------------- | ---- | - | - | - | --- | --- | --- | --- |
| 1. | Cmoki Minsk      | 10   | 6 | 4 | 2 | 461 | 439 | +22 |     |
| 2. | Alba Fehérvár    | 9    | 6 | 3 | 3 | 456 | 436 | +20 |     |
| 3. | Spirou Charleroi | 9    | 6 | 3 | 3 | 429 | 441 | -12 |     |
| 4. | Bnei Herzliya    | 8    | 6 | 2 | 4 | 438 | 468 | -30 |     |

### Gruppo G
|    | Squadra                   | P.ti | G | V | P | PF  | PS  | DP  | Tie |
| -- | ------------------------- | ---- | - | - | - | --- | --- | --- | --- |
| 1. | Demir İnşaat Büyükçekmece | 11   | 6 | 5 | 1 | 478 | 409 | +69 |     |
| 2. | Mons-Hainaut              | 9    | 6 | 3 | 3 | 445 | 420 | +25 |     |
| 3. | Pristina                  | 9    | 6 | 3 | 3 | 422 | 441 | -19 |     |
| 4. | Chimik Južnyj             | 7    | 6 | 1 | 5 | 389 | 464 | -75 |     |

### Gruppo H
|    | Squadra           | P.ti | G | V | P | PF  | PS  | DP   | Tie |
| -- | ----------------- | ---- | - | - | - | --- | --- | ---- | --- |
| 1. | Nizhny Novgorod   | 11   | 6 | 5 | 1 | 523 | 475 | +48  |     |
| 2. | Szolnoki Olaj     | 10   | 6 | 4 | 2 | 515 | 458 | +57  |     |
| 3. | Falco Szombathely | 9    | 6 | 3 | 3 | 546 | 471 | +75  |     |
| 4. | Karpoš Sokoli     | 6    | 6 | 0 | 6 | 413 | 593 | -180 |     |

## Secondo turno

### Gruppo I
|    | Squadra         | P.ti | G | V | P | PF  | PS  | DP  | Tie |
| -- | --------------- | ---- | - | - | - | --- | --- | --- | --- |
| 1. | Le Portel       | 12   | 6 | 6 | 0 | 496 | 403 | +93 |     |
| 2. | Nizhny Novgorod | 9    | 6 | 3 | 3 | 491 | 478 | +13 | +21 |
| 3. | İstanbul BB     | 9    | 6 | 3 | 3 | 469 | 523 | -54 | -21 |
| 4. | Joensuun Kataja | 6    | 6 | 0 | 6 | 465 | 517 | -52 |     |

### Gruppo J
|    | Squadra                   | P.ti | G | V | P | PF  | PS  | DP  | Tie |
| -- | ------------------------- | ---- | - | - | - | --- | --- | --- | --- |
| 1. | Alba Fehérvár             | 11   | 6 | 5 | 1 | 500 | 462 | +38 |     |
| 2. | Körmend                   | 9    | 6 | 3 | 3 | 461 | 483 | -22 |     |
| 3. | Nevėžis                   | 8    | 6 | 2 | 4 | 495 | 501 | -6  | +10 |
| 4. | Demir İnşaat Büyükçekmece | 8    | 6 | 2 | 4 | 452 | 462 | -10 | -10 |

### Gruppo K
|    | Squadra       | P.ti | G | V | P | PF  | PS  | DP  | Tie |
| -- | ------------- | ---- | - | - | - | --- | --- | --- | --- |
| 1. | Bakken Bears  | 10   | 6 | 4 | 2 | 509 | 536 | -27 |     |
| 2. | Cmoki Minsk   | 9    | 6 | 3 | 3 | 472 | 429 | +43 | +32 |
| 3. | Mornar Bar    | 9    | 6 | 3 | 3 | 461 | 497 | -36 | -32 |
| 4. | Szolnoki Olaj | 8    | 6 | 3 | 3 | 484 | 464 | +20 |     |

### Gruppo L
|    | Squadra         | P.ti | G | V | P | PF  | PS  | DP  | Tie |
| -- | --------------- | ---- | - | - | - | --- | --- | --- | --- |
| 1. | Donar Groningen | 10   | 6 | 4 | 2 | 511 | 444 | +67 |     |
| 2. | Cluj-Napoca     | 9    | 6 | 3 | 3 | 455 | 468 | -13 | +10 |
| 3. | Keravnos        | 9    | 6 | 3 | 3 | 437 | 463 | -26 | -10 |
| 4. | Mons-Hainaut    | 8    | 6 | 2 | 4 | 451 | 479 | -28 |     |

### Classifica delle terze classificate
|    | Gruppo | Squadra     | P.ti | G | V | P | PF  | PS  | DP  |
| -- | ------ | ----------- | ---- | - | - | - | --- | --- | --- |
| 1. | L      | Keravnos    | 9    | 6 | 3 | 3 | 437 | 463 | -26 |
| 2. | K      | Mornar Bar  | 9    | 6 | 3 | 3 | 461 | 497 | -36 |
| 3. | I      | İstanbul BB | 9    | 6 | 3 | 3 | 469 | 523 | -54 |
| 4. | J      | Nevėžis     | 8    | 6 | 2 | 4 | 495 | 501 | -6  |

## Fase a eliminazione diretta

### Squadre qualificate
Estudiantes, Élan Chalon, AEK Atene e Strasburgo hanno avuto delle clausole per non partecipare alla FIBA Europe Cup nel caso in cui fossero arrivate quinte o seste nel proprio girone di Basketball Champions League, il loro posto è occupato dalle squadre meglio classificate in terza posizione nel secondo turno.
| Gruppo | Primo posto     | Secondo posto   | Terzo posto |
| ------ | --------------- | --------------- | ----------- |
| I      | Le Portel       | Nizhny Novgorod |             |
| J      | Alba Fehérvár   | Körmend         |             |
| K      | Bakken Bears    | Cmoki Minsk     | Mornar Bar  |
| L      | Donar Groningen | Cluj-Napoca     | Keravnos    |

| Gruppo | Quinto posto     | Sesto posto    |
| ------ | ---------------- | -------------- |
| A      | Dinamo Sassari   | Juventus Utena |
| B      | Ventspils        | Élan Chalon    |
| C      | Estudiantes      | Reyer Venezia  |
| D      | Sidigas Avellino | Ostenda        |

### Tabellone
|  | Ottavi di finale | Ottavi di finale | Ottavi di finale | Ottavi di finale |     |                | Quarti di finale | Quarti di finale | Quarti di finale | Quarti di finale |                  |    | Semifinali | Semifinali | Semifinali | Semifinali |                  |    | Finale | Finale | Finale | Finale |
|  |                  |                  |                  |                  |     |                |                  |                  |                  |                  |                  |    |            |            |            |            |                  |    |        |        |        |        |
|  | Juventus Utena   | 87               | 76               | 163              |     |                |                  |                  |                  |                  |                  |    |            |            |            |            |                  |    |        |        |        |        |
|  | Alba Fehérvár    | 74               | 78               | 152              |     |                |                  |                  |                  |                  |                  |    |            |            |            |            |                  |    |        |        |        |        |
|  | Alba Fehérvár    | 74               | 78               | 152              |     | Juventus Utena | 77               | 68               | 145              |                  |                  |    |            |            |            |            |                  |    |        |        |        |        |
|  |                  |                  |                  |                  |     | Juventus Utena | 77               | 68               | 145              |                  |                  |    |            |            |            |            |                  |    |        |        |        |        |
|  |                  | Sidigas Avellino | 77               | 85               | 162 |                |                  |                  |                  |                  |                  |    |            |            |            |            |                  |    |        |        |        |        |
|  | Sidigas Avellino | Sidigas Avellino | 77               | 85               | 162 | 70             | 81               | 151              |                  |                  |                  |    |            |            |            |            |                  |    |        |        |        |        |
|  | Sidigas Avellino |                  |                  |                  |     | 70             | 81               | 151              |                  |                  |                  |    |            |            |            |            |                  |    |        |        |        |        |
|  | Cmoki Minsk      | 70               | 72               | 142              |     |                |                  |                  |                  |                  |                  |    |            |            |            |            |                  |    |        |        |        |        |
|  | Cmoki Minsk      | 70               | 72               | 142              |     |                |                  |                  |                  |                  | Sidigas Avellino | 75 | 82         | 157        |            |            |                  |    |        |        |        |        |
|  |                  |                  |                  |                  |     |                |                  |                  |                  |                  |                  | 75 | 82         | 157        |            |            |                  |    |        |        |        |        |
|  |                  | Bakken Bears     | 72               | 72               | 144 |                |                  |                  |                  |                  |                  |    |            |            |            |            |                  |    |        |        |        |        |
|  | Ventspils        | Bakken Bears     | 72               | 72               | 144 | 73             | 81               | 154              |                  |                  |                  |    |            |            |            |            |                  |    |        |        |        |        |
|  | Ventspils        |                  |                  |                  |     | 73             | 81               | 154              |                  |                  |                  |    |            |            |            |            |                  |    |        |        |        |        |
|  | Bakken Bears     | 93               | 75               | 168              |     |                |                  |                  |                  |                  |                  |    |            |            |            |            |                  |    |        |        |        |        |
|  | Bakken Bears     | 93               | 75               | 168              |     | Bakken Bears   | 76               | 80               | 156              |                  |                  |    |            |            |            |            |                  |    |        |        |        |        |
|  |                  |                  |                  |                  |     | Bakken Bears   | 76               | 80               | 156              |                  |                  |    |            |            |            |            |                  |    |        |        |        |        |
|  |                  | Le Portel        | 62               | 86               | 148 |                |                  |                  |                  |                  |                  |    |            |            |            |            |                  |    |        |        |        |        |
|  | Dinamo Sassari   | Le Portel        | 62               | 86               | 148 | 72             | 81               | 153              |                  |                  |                  |    |            |            |            |            |                  |    |        |        |        |        |
|  | Dinamo Sassari   |                  |                  |                  |     | 72             | 81               | 153              |                  |                  |                  |    |            |            |            |            |                  |    |        |        |        |        |
|  | Le Portel        | 55               | 100              | 155              |     |                |                  |                  |                  |                  |                  |    |            |            |            |            |                  |    |        |        |        |        |
|  | Le Portel        | 55               | 100              | 155              |     |                |                  |                  |                  |                  |                  |    |            |            |            |            | Sidigas Avellino | 69 | 79     | 148    |        |        |
|  |                  |                  |                  |                  |     |                |                  |                  |                  |                  |                  |    |            |            |            |            |                  | 69 | 79     | 148    |        |        |
|  |                  | Reyer Venezia    | 77               | 81               | 158 |                |                  |                  |                  |                  |                  |    |            |            |            |            |                  |    |        |        |        |        |
|  | Reyer Venezia    | Reyer Venezia    | 77               | 81               | 158 | 83             | 86               | 169              |                  |                  |                  |    |            |            |            |            |                  |    |        |        |        |        |
|  | Reyer Venezia    |                  |                  |                  |     | 83             | 86               | 169              |                  |                  |                  |    |            |            |            |            |                  |    |        |        |        |        |
|  | Körmend          | 51               | 88               | 139              |     |                |                  |                  |                  |                  |                  |    |            |            |            |            |                  |    |        |        |        |        |
|  | Körmend          | 51               | 88               | 139              |     | Reyer Venezia  | 86               | 90               | 176              |                  |                  |    |            |            |            |            |                  |    |        |        |        |        |
|  |                  |                  |                  |                  |     | Reyer Venezia  | 86               | 90               | 176              |                  |                  |    |            |            |            |            |                  |    |        |        |        |        |
|  |                  | Nizhny Novgorod  | 76               | 94               | 170 |                |                  |                  |                  |                  |                  |    |            |            |            |            |                  |    |        |        |        |        |
|  | Keravnos         | Nizhny Novgorod  | 76               | 94               | 170 | 62             | 61               | 123              |                  |                  |                  |    |            |            |            |            |                  |    |        |        |        |        |
|  | Keravnos         |                  |                  |                  |     | 62             | 61               | 123              |                  |                  |                  |    |            |            |            |            |                  |    |        |        |        |        |
|  | Nizhny Novgorod  | 77               | 71               | 148              |     |                |                  |                  |                  |                  |                  |    |            |            |            |            |                  |    |        |        |        |        |
|  | Nizhny Novgorod  | 77               | 71               | 148              |     |                |                  |                  |                  |                  | Reyer Venezia    | 82 | 80         | 162        |            |            |                  |    |        |        |        |        |
|  |                  |                  |                  |                  |     |                |                  |                  |                  |                  |                  | 82 | 80         | 162        |            |            |                  |    |        |        |        |        |
|  |                  | Donar Groningen  | 72               | 83               | 155 |                |                  |                  |                  |                  |                  |    |            |            |            |            |                  |    |        |        |        |        |
|  | Ostenda          | Donar Groningen  | 72               | 83               | 155 | 84             | 63               | 147              |                  |                  |                  |    |            |            |            |            |                  |    |        |        |        |        |
|  | Ostenda          |                  |                  |                  |     | 84             | 63               | 147              |                  |                  |                  |    |            |            |            |            |                  |    |        |        |        |        |
|  | Mornar Bar       | 71               | 90               | 161              |     |                |                  |                  |                  |                  |                  |    |            |            |            |            |                  |    |        |        |        |        |
|  | Mornar Bar       | 71               | 90               | 161              |     | Mornar Bar     | 73               | 74               | 147              |                  |                  |    |            |            |            |            |                  |    |        |        |        |        |
|  |                  |                  |                  |                  |     | Mornar Bar     | 73               | 74               | 147              |                  |                  |    |            |            |            |            |                  |    |        |        |        |        |
|  |                  | Donar Groningen  | 67               | 101              | 168 |                |                  |                  |                  |                  |                  |    |            |            |            |            |                  |    |        |        |        |        |
|  | Donar Groningen  | Donar Groningen  | 67               | 101              | 168 | 103            | 76               | 179              |                  |                  |                  |    |            |            |            |            |                  |    |        |        |        |        |
|  | Donar Groningen  |                  |                  |                  |     | 103            | 76               | 179              |                  |                  |                  |    |            |            |            |            |                  |    |        |        |        |        |
|  | Cluj-Napoca      | 76               | 69               | 145              |     |                |                  |                  |                  |                  |                  |    |            |            |            |            |                  |    |        |        |        |        |

### Ottavi di finale
| Squadra 1        | Totale  | Squadra 2       | Andata   | Ritorno  |
| ---------------- | ------- | --------------- | -------- | -------- |
| Keravnos         | 123-148 | Nizhny Novgorod | 62 - 77  | 61 - 71  |
| Sidigas Avellino | 151-142 | Cmoki Minsk     | 70 - 70  | 81 - 72  |
| Dinamo Sassari   | 153-155 | Le Portel       | 72 - 55  | 81 - 100 |
| Ostenda          | 147-161 | Mornar Bar      | 84 - 71  | 63 - 90  |
| Donar Groningen  | 179-145 | Cluj-Napoca     | 103 - 76 | 76 - 69  |
| Ventspils        | 154-168 | Bakken Bears    | 73 - 93  | 81 - 75  |
| Juventus Utena   | 163-152 | Alba Fehérvár   | 87 - 74  | 76 - 78  |
| Reyer Venezia    | 169-139 | Körmend         | 83 - 51  | 86 - 88  |

### Quarti di finale
| Squadra 1      | Totale  | Squadra 2        | Andata  | Ritorno  |
| -------------- | ------- | ---------------- | ------- | -------- |
| Reyer Venezia  | 176-170 | Nizhny Novgorod  | 86 - 76 | 90 - 94  |
| Mornar Bar     | 147-168 | Donar Groningen  | 73 - 67 | 74 - 101 |
| Juventus Utena | 145-162 | Sidigas Avellino | 77 - 77 | 68 - 85  |
| Bakken Bears   | 156-148 | Le Portel        | 76 - 62 | 80 - 86  |

### Semifinali
| Squadra 1        | Totale  | Squadra 2       | Andata  | Ritorno |
| ---------------- | ------- | --------------- | ------- | ------- |
| Reyer Venezia    | 162-155 | Donar Groningen | 82 - 72 | 80 - 83 |
| Sidigas Avellino | 157-144 | Bakken Bears    | 75 - 72 | 82 - 72 |

### Finale
| Squadra 1        | Totale  | Squadra 2     | Andata  | Ritorno |
| ---------------- | ------- | ------------- | ------- | ------- |
| Sidigas Avellino | 148-158 | Reyer Venezia | 69 - 77 | 79 - 81 |

#### Andata
| Arbitri: | Antonio Conde Georgios Poursanidis Yener Yılmaz |

|                             |            |                                     |
| Fesenko 19 Wells 18 Rich 16 | Punti      | 14 Daye 13 Watt 10 Cerella, Johnson |
| Filloy 6                    | Assist     | 5 Haynes                            |
| Leunen 11                   | Rimbalzi   | 7 Perić                             |
| Stefano Sacripanti          | Allenatori | Walter De Raffaele                  |

| Quintetto titolare | Quintetto titolare | Quintetto titolare | Pt   | Rim  | Ass  |
| ------------------ | ------------------ | ------------------ | ---- | ---- | ---- |
| P                  | 6                  | Bruno Fitipaldo    | 3    | 0    | 2    |
| G                  | 9                  | Jason Rich         | 16   | 4    | 3    |
| AP                 | 1                  | Dez Wells          | 18   | 2    | 1    |
| AG                 | 10                 | Maarty Leunen      | 5    | 12   | 5    |
| C                  | 44                 | Kyrylo Fesenko     | 19   | 7    | 2    |
| Panchina:          |                    |                    |      |      |      |
| AC                 | 0                  | Andrea Zerini      | 0    | 1    | 0    |
| GA                 | 7                  | Andrea Bianco      | n.e. | n.e. | n.e. |
| C                  | 9                  | Shane Lawal        | 2    | 8    | 0    |
| A                  | 11                 | Thomas Scrubb      | 2    | 1    | 0    |
| G                  | 12                 | Ariel Filloy       | 4    | 2    | 6    |
| G                  | 24                 | Lorenzo D'Ercole   | 0    | 0    | 0    |
| G                  | 57                 | Salvatore Parlato  | n.e. | n.e. | n.e. |
| Allenatore:        |                    |                    |      |      |      |
| Stefano Sacripanti |                    |                    |      |      |      |

| Scandone |  | Reyer |

| Scandone     | Statistics         | Reyer         |
| ------------ | ------------------ | ------------- |
|              | Statistics         |               |
| 28/60 (47%)  | Tiro da 2          | 30/63 (48%)   |
| 4/20 (20%)   | Tiro da 3          | 10/23 (43.5%) |
| 9/17 (52.9%) | Tiri liberi        | 7/9 (77.8%)   |
| 14           | Rimbalzi offensivi | 8             |
| 26           | Rimbalzi difensivi | 22            |
| 40           | Rimbalzi totali    | 30            |
| 19           | Assist             | 18            |
| 14           | Palle perse        | 8             |
| 5            | Palle rubate       | 6             |
| 4            | Stoppate           | 4             |
| 16           | Falli              | 23            |

| Quintetto titolare | Quintetto titolare | Quintetto titolare | Pt   | Rim  | Ass  |
| ------------------ | ------------------ | ------------------ | ---- | ---- | ---- |
| P                  | 0                  | Marquez Haynes     | 2    | 2    | 5    |
| G                  | 30                 | Bruno Cerella      | 10   | 0    | 1    |
| G                  | 7                  | Stefano Tonut      | 5    | 0    | 2    |
| AG                 | 9                  | Austin Daye        | 14   | 4    | 1    |
| C                  | 50                 | Mitchell Watt      | 13   | 3    | 0    |
| Panchina:          |                    |                    |      |      |      |
| A                  | 2                  | Hrvoje Perić       | 6    | 7    | 2    |
| G                  | 3                  | Dominique Johnson  | 6    | 7    | 2    |
| GA                 | 6                  | Michael Bramos     | 5    | 4    | 1    |
| P                  | 10                 | Andrea De Nicolao  | 3    | 1    | 3    |
| G                  | 11                 | Michael Jenkins    | 5    | 2    | 1    |
| AC                 | 14                 | Tomas Ress         | n.e. | n.e. | n.e. |
| C                  | 19                 | Paul Biligha       | 4    | 1    | 1    |
| Allenatore:        |                    |                    |      |      |      |
| Walter De Raffaele |                    |                    |      |      |      |

#### Ritorno
| Arbitri: | Vicente Bultó Saša Maričić Panagiotis Anastopoulos |

|                                             |            |                               |
| Haynes, Perić 16 Daye 15 De Nicolao, Watt 8 | Punti      | 32 Rich 21 Fesenko 8 D'Ercole |
| Haynes 3                                    | Assist     | 5 Rich                        |
| Biligha 5                                   | Rimbalzi   | 15 Fesenko                    |
| Walter De Raffaele                          | Allenatori | Stefano Sacripanti            |

| Quintetto titolare | Quintetto titolare | Quintetto titolare | Pt   | Rim  | Ass  |
| ------------------ | ------------------ | ------------------ | ---- | ---- | ---- |
| P                  | 0                  | Marquez Haynes     | 16   | 1    | 3    |
| G                  | 30                 | Bruno Cerella      | 7    | 0    | 0    |
| G                  | 7                  | Stefano Tonut      | 0    | 1    | 0    |
| AG                 | 9                  | Austin Daye        | 15   | 4    | 2    |
| C                  | 50                 | Mitchell Watt      | 8    | 3    | 2    |
| Panchina:          |                    |                    |      |      |      |
| A                  | 2                  | Hrvoje Perić       | 16   | 2    | 2    |
| G                  | 3                  | Dominique Johnson  | 0    | 3    | 1    |
| GA                 | 6                  | Michael Bramos     | 4    | 2    | 1    |
| P                  | 10                 | Andrea De Nicolao  | 8    | 1    | 2    |
| G                  | 11                 | Michael Jenkins    | 3    | 1    | 0    |
| AC                 | 14                 | Tomas Ress         | n.e. | n.e. | n.e. |
| C                  | 19                 | Paul Biligha       | 4    | 5    | 0    |
| Allenatore:        |                    |                    |      |      |      |
| Walter De Raffaele |                    |                    |      |      |      |

| Reyer |  | Scandone |

| Reyer         | Statistics         | Scandone      |
| ------------- | ------------------ | ------------- |
|               | Statistics         |               |
| 24/44 (54.5%) | Tiro da 2          | 23/41 (56.1%) |
| 7/21 (33.3%)  | Tiro da 3          | 5/20 (25%)    |
| 12/17 (70.6%) | Tiri liberi        | 18/24 (75%)   |
| 7             | Rimbalzi offensivi | 16            |
| 21            | Rimbalzi difensivi | 30            |
| 28            | Rimbalzi totali    | 46            |
| 13            | Assist             | 14            |
| 3             | Palle perse        | 12            |
| 4             | Palle rubate       | 1             |
| 3             | Stoppate           | 2             |
| 23            | Falli              | 20            |

| Quintetto titolare | Quintetto titolare | Quintetto titolare | Pt   | Rim  | Ass  |
| ------------------ | ------------------ | ------------------ | ---- | ---- | ---- |
| G                  | 12                 | Ariel Filloy       | 5    | 7    | 2    |
| G                  | 9                  | Jason Rich         | 32   | 1    | 5    |
| AP                 | 1                  | Dez Wells          | 0    | 1    | 1    |
| AG                 | 10                 | Maarty Leunen      | 5    | 4    | 3    |
| C                  | 44                 | Kyrylo Fesenko     | 21   | 15   | 2    |
| Panchina:          |                    |                    |      |      |      |
| AC                 | 0                  | Andrea Zerini      | 1    | 0    | 0    |
| P                  | 6                  | Bruno Fitipaldo    | 3    | 2    | 0    |
| GA                 | 7                  | Michele Fucci      | n.e. | n.e. | n.e. |
| C                  | 9                  | Shane Lawal        | 2    | 8    | 1    |
| A                  | 11                 | Thomas Scrubb      | 2    | 4    | 0    |
| G                  | 24                 | Lorenzo D'Ercole   | 8    | 1    | 0    |
| G                  | 57                 | Salvatore Parlato  | n.e. | n.e. | n.e. |
| Allenatore:        |                    |                    |      |      |      |
| Stefano Sacripanti |                    |                    |      |      |      |

## Premi

### MVP di giornata

#### Regular season
| Turno | Giocatore         | Squadra                   | VAL | Ref.  |
| ----- | ----------------- | ------------------------- | --- | ----- |
| 1     | Jeff Adrien       | Bnei Rav-Bariach Herzliya | 38  | [ 3 ] |
| 2     | Seth Tuttle       | Proximus Spirou           | 29  | [ 4 ] |
| 3     | Darrin Govens     | Falco Szombathely         | 45  | [ 5 ] |
| 4     | Kendrick Perry    | Szolnoki Olaj             | 28  | [ 6 ] |
| 5     | Evan Bruinsma     | Donar Groningen           | 40  | [ 7 ] |
| 6     | Krisztofer Durázi | Falco Szombathely         | 35  | [ 8 ] |

#### Secondo turno
| Turno | Giocatore           | Squadra         | VAL | Ref.   |
| ----- | ------------------- | --------------- | --- | ------ |
| 1     | Jeffrey Crockett    | Bakken Bears    | 27  | [ 9 ]  |
| 2     | Thomas Koenis       | Donar Groningen | 36  | [ 10 ] |
| 3     | Péter Lóránt        | Alba Fehérvár   | 38  | [ 11 ] |
| 4     | Evan Bruinsma (2)   | Donar Groningen | 31  | [ 12 ] |
| 5     | Ivan Strebkov       | Nizhny Novgorod | 32  | [ 13 ] |
| 6     | Strahinja Milošević | Szolnoki Olaj   | 28  | [ 14 ] |

#### Fase finale
| Turno              | Giocatore      | Squadra          | VAL | Ref.   |
| ------------------ | -------------- | ---------------- | --- | ------ |
| Ottavi andata      | Brandyn Curry  | Donar Groningen  | 33  | [ 15 ] |
| Ottavi ritorno     | Frank Hassell  | Le Portel        | 37  | [ 16 ] |
| Quarti andata      | Hrvoje Perić   | Reyer Venezia    | 27  | [ 17 ] |
| Quarti ritorno     | Stevan Jelovac | Nizhny Novgorod  | 45  | [ 18 ] |
| Semifinali andata  | Jason Rich     | Sidigas Avellino | 30  | [ 19 ] |
| Semifinali ritorno | Evan Bruinsma  | Donar Groningen  | 23  | [ 20 ] |

## Squadra vincitrice
| Reyer Venezia - Vincitrice FIBA Europe Cup 2017-2018 | Reyer Venezia - Vincitrice FIBA Europe Cup 2017-2018 |
| Giocatori                                            | Staff tecnico                                        |
| ---------------------------------------------------- | ---------------------------------------------------- |

| N. | Naz.                                        | Ruolo | Nome              | Anno | Alt.   | Peso   |  |
| -- | ------------------------------------------- | ----- | ----------------- | ---- | ------ | ------ |  |
| 0  | Stati Uniti (bandiera) · Georgia (bandiera) | P     | Marquez Haynes    | 1986 | 191 cm | 84 kg  |  |
| 2  | Croazia (bandiera)                          | A     | Hrvoje Perić      | 1985 | 201 cm | 102 kg |  |
| 3  | Stati Uniti (bandiera)                      | G     | Dominique Johnson | 1987 | 191 cm | 88 kg  |  |
| 6  | Stati Uniti (bandiera) · Grecia (bandiera)  | AP    | Michael Bramos    | 1987 | 198 cm | 102 kg |  |
| 7  | Italia (bandiera)                           | G     | Stefano Tonut     | 1993 | 194 cm | 90 kg  |  |
| 9  | Stati Uniti (bandiera)                      | A     | Austin Daye       | 1988 | 211 cm | 91 kg  |  |
| 10 | Italia (bandiera)                           | P     | Andrea De Nicolao | 1991 | 185 cm | 75 kg  |  |
| 11 | Stati Uniti (bandiera)                      | G     | Michael Jenkins   | 1986 | 191 cm | 89 kg  |  |
| 12 | Lituania (bandiera)                         | AP    | Gediminas Orelik  | 1990 | 200 cm | 102 kg |  |
| 13 | Italia (bandiera)                           | PG    | Riccardo Bolpin   | 1997 | 197 cm | 90 kg  |  |
| 14 | Italia (bandiera)                           | AC    | Tomas Ress (C)    | 1980 | 209 cm | 102 kg |  |
| 19 | Italia (bandiera)                           | AC    | Paul Biligha      | 1990 | 200 cm | 106 kg |  |
| 30 | Argentina (bandiera) · Italia (bandiera)    | G     | Bruno Cerella     | 1986 | 194 cm | 93 kg  |  |
| 50 | Stati Uniti (bandiera)                      | AC    | Mitchell Watt     | 1989 | 208 cm | 102 kg |  |

| Allenatore |
| - Walter De Raffaele                                                                                          |
| Assistente/i                                                                                                  |
| - Gianluca Tucci - Alberto Billio - Alberto Buffo Legenda - (C) Capitano - (IN) Inattivo - Infortunato Roster |